# Finella tenuisculpta
Finella tenuisculpta är en snäckart som först beskrevs av Carpenter 1864.  Finella tenuisculpta ingår i släktet Finella och familjen Obtortionidae. Inga underarter finns listade i Catalogue of Life.